# Masdevallia isos
Masdevallia isos är en orkidéart som beskrevs av Carlyle August Luer. Masdevallia isos ingår i släktet Masdevallia och familjen orkidéer.
Artens utbredningsområde är Bolivia. Inga underarter finns listade i Catalogue of Life.